# アナドルフェネリ

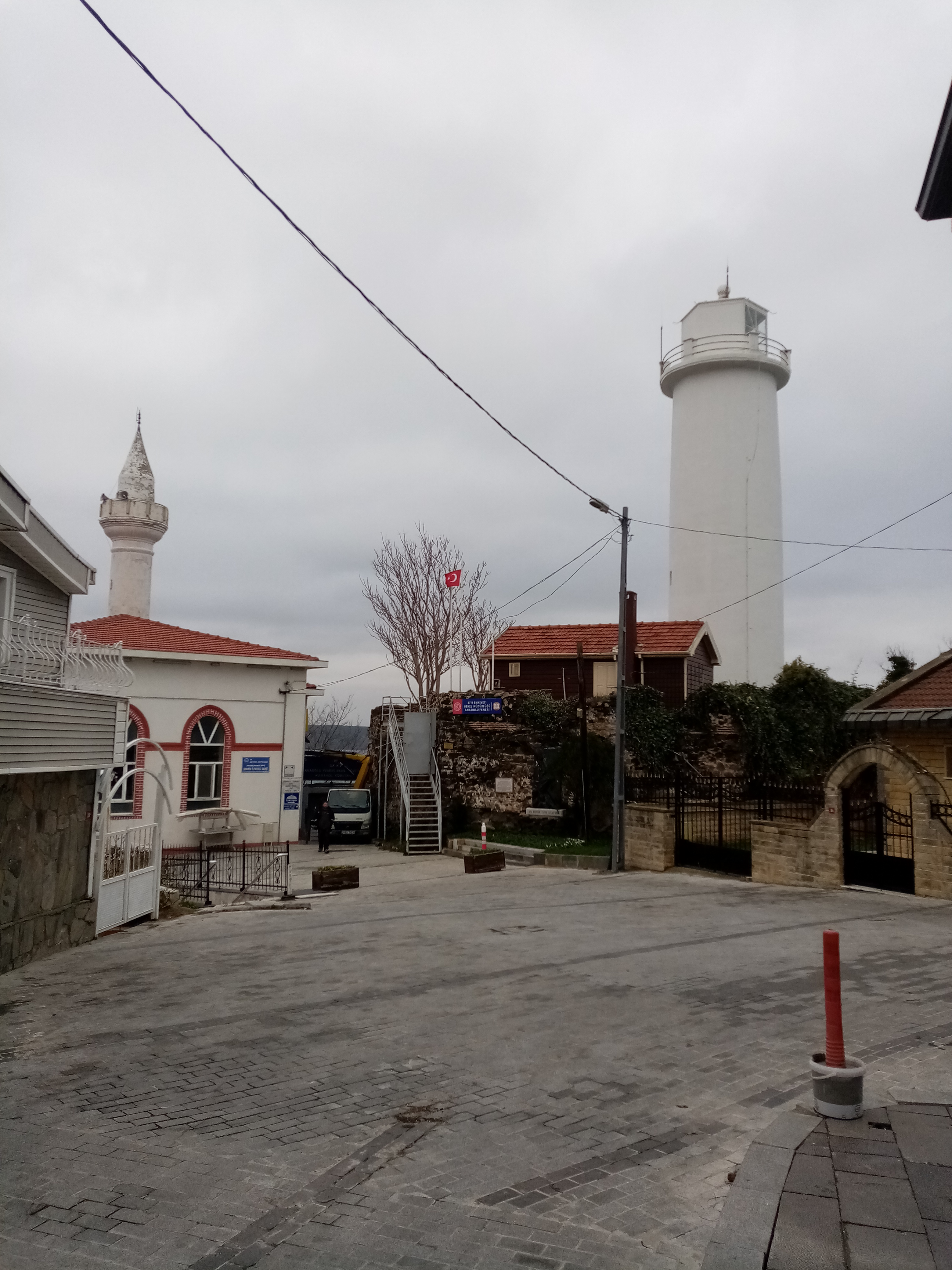

アナドルフェネリ （トルコ語:Anadolufeneri）は、トルコ、イスタンブール県ベイコズ（Beykoz）の地区であり、ボスポラス海峡の北端、黒海と交わる部分のアナトリア側にある。名前の由来はアナドル灯台である。対岸のヨーロッパ側にはルメリフェネリと呼ばれる地区があり、2つで対になっている。